# Jaméricourt
Jaméricourt é uma comuna francesa na região administrativa de Altos da França, no departamento de Oise. Estende-se por uma área de 4,25 km². Em 2010 a comuna tinha 326 habitantes (densidade: 76,7 hab./km²).